# Sergiu al IV-lea de Neapole

Italia în vremea lui Sergiu al IV-lea.

Sergiu al IV-lea (d. 1036) a fost duce de Neapole între 1002 și 1036. El a fost unul dintre primii conducători de formațiuni statale din sudul Italiei ale cărui acțiuni au condus la creșterea puterii normanzilor în regiune în prima jumătate a secolului al XI-lea. Nominal, Sergiu al IV-lea a fost vasal al Imperiului Bizantin, ca și tatăl său, Ioan al IV-lea.
În anul 1024, Sergiu s-a supus lui Pilgrim, arhiepiscop de Köln, pe când acesta asedia Capua în numele împăratului Henric al II-lea, deși ducatul său nu era direct amenințat de intervenția germană. Prin această atitudine, Sergiu și-a câștigat neplăcuta reputație de principe lipsit de fermitate în ochii principelui Pandulf al IV-lea de Capua, supranumit "lupul din Abruzzi", care fusese înfrânt de către Pilgrim. În 1026, revenit din captivitatea din Germania, Pandulf a asediat vechea sa reședință de la Capua, trecută în acel moment sub conducerea lui Pandulf al V-lea, conte de Teano. Generalul bizantin Vasile Boioannes, catepanul de Italia, a negociat capitularea acestuia din urmă și i-a acordat lui Pandulf al V-lea liberă trecere către Napoli, unde Sergiu i-a acordat azil. Prin aceasta, Sergiu a provocat o și mai mare dușmănie din partea lui Pandulf al IV-lea. Ca urmare, în anul următor, după rechemarea la Constantinopol a lui Vasile Boioannes, aliatul lui Sergiu, Pandulf a atacat Napoli și l-a cucerit imediat (se spune că prin trădare). Dușmanul său Pandulf al V-lea a fugit la Roma, iar Sergiu a rămas ascuns în regiune.
Cu toate acestea, soarta s-a schimbat pentru Sergiu al IV-lea atunci când Pandulf a fost abandonat în 1029 de aliatul său, mercenarul normand Rainulf Drengot. Împreună cu Ioan al V-lea, ducele de Gaeta, Sergiu a trimis o ambasadă normanzilor, pentru a le cere ajutorul pentru recuperarea Neapolelui. Cu sprijinul lui Rainulf, Sergiu a reușit să îl alunge pe Pandulf din Napoli și să revină la putere, preluând întregul ducat. Ca răsplată, la începutul anului 1030, Sergiu i-a oferit lui Rainulf comitatul de Aversa ca fief, care a devenit astfel primul principat normand din sudul Italiei. De asemenea, Sergiu i-a oferit căpeteniei normande pe sora sa ca soție.
În 1034, Pandulf al IV-lea de Capua a instigat la revoltă pe locuitorii din Sorrento, pe care l-a anexat principatului său. În același an, sora lui Sergiu a încetat din viață, drept pentru care Rainulf, eliberat de orice legătură cu ducele napolitan, a revenit în tabăra lui Pandulf. Lipsit de alternativă, Sergiu s-a retras într-o mănăstire situată in insula maris, unde se află în prezent Castello del'Ovo din Napoli.
Sergiu a fost succedat de fiul său, Ioan al V-lea. Atunci când acesta a plecat la Constantinopol pentru a căuta ajutoare din Bizanț, Sergiu a revenit pentru scurtă vreme din locul său de retragere pentru a deveni regent. La întoarcerea lui Ioan, Sergiu a revenit în mănăstire, unde va mai trăi până în iunie 1036.